# Данково (Воронезька область)
Данково (рос. Данково) — село у Каширському районі Воронезької області Російської Федерації.
Населення становить 1226 осіб. Входить до складу муніципального утворення Данковське сільське поселення.

## Історія
Населений пункт розташований у межах українського краю Східної Слобожанщини.
Від 1977 року належить до Каширського району Воронезької області.
Згідно із законом від 15 жовтня 2004 року входить до складу муніципального утворення Данковське сільське поселення.

## Населення
| 2010 |
| ---- |
| 1226 |